# John Boyle, III conte di Glasgow
John Boyle, III conte di Glasgow (4 novembre 1714 – 7 marzo 1775), è stato un nobile scozzese.

## Biografia
Era il figlio di John Boyle, II conte di Glasgow, e di sua moglie, Helen Morison.

## Carriera
Ha combattuto nella Battaglia di Fontenoy, rimanendone ferito. Raggiunse il grado di cornetta nelle Guardie Scozzesi. Ricoprì la carica di Alto Commissario dell'Assemblea Generale della Chiesa di Scozia (1754-1772).

## Matrimonio
Sposò, l'11 luglio 1755, Elizabeth Ross (?-17 ottobre 1791), figlia di William Ross, XII Lord di Halkhead e Lady Anne Hay. Ebbero due figli:
- Lady Elizabeth Boyle (?-15 febbraio 1801), sposò sir George Douglas, II Baronetto, ebbero un figlio;
- George Boyle, IV conte di Glasgow (26 marzo 1765-3 luglio 1843).

## Morte
Morì il 7 marzo 1775.